# جوزف مونتویا
جوزف مانوئل مونتویا (به انگلیسی: Joseph Manuel Montoya) سناتور سابق عضو حزب دموکرات ایالات متحده آمریکا بود. وی در سال ۱۹۶۴ تا ۱۹۷۷ میلادی سناتور ایالت نیومکزیکو در سنای ایالات متحده آمریکا بود.